# Coucy
Coucy ist eine französische Gemeinde mit 530 Einwohnern (Stand 1. Januar 2022) im Département Ardennes in der Region Grand Est.

## Geographie
Coucy liegt 41 Kilometer nordöstlich von Reims, 35 Kilometer südwestlich von Charleville-Mézières und 6,5 Kilometer östlich von Rethel etwa 50 Kilometer südwestlich der Grenze zu Belgien im Tal der Aisne an der D30. Das Gemeindegebiet wird vom Fluss Saulces durchquert. Coucy gehört zum Aire urbaine de Rethel (administrative Einteilung durch INSEE).

## Geschichte
Coucy wurde im 12. Jahrhundert erstmals urkundlich erwähnt. Damals wurde auch die Burg erbaut, in der die Familie Escannevelle lange Zeit lebte. Im 19. Jahrhundert wurde die Burg teilweise durch Feuer zerstört. Danach wurde sie noch als Bauernhof genutzt, bis zu ihrer endgültigen Zerstörung in den 1950er Jahren.

### Bevölkerungsentwicklung
| Jahr                       | 1962 | 1968 | 1975 | 1982 | 1990 | 1999 | 2007 | 2019 |
| Einwohner                  | 434  | 406  | 385  | 460  | 478  | 488  | 511  | 508  |
| Quellen: Cassini und INSEE |      |      |      |      |      |      |      |      |

## Sehenswürdigkeiten
Die Kirche wurde am Ende des 19. Jahrhunderts zerstört und wieder aufgebaut. 1967 wurde der Glockenturm durch einen Orkan beschädigt und durch einen kleineren Turm ersetzt.

## Wirtschaft
Das Bild der Gemeinde ist von Weiden geprägt. Wichtige Erwerbszweige der Coucyiens sind u. a. Ackerbau und Rinderzucht.